# First Island
First Island är en ö i territoriet Falklandsöarna (Storbritannien). Den ligger i den västra delen av ögruppen, 200 km väster om huvudstaden Stanley.